# Ernst Zborowski

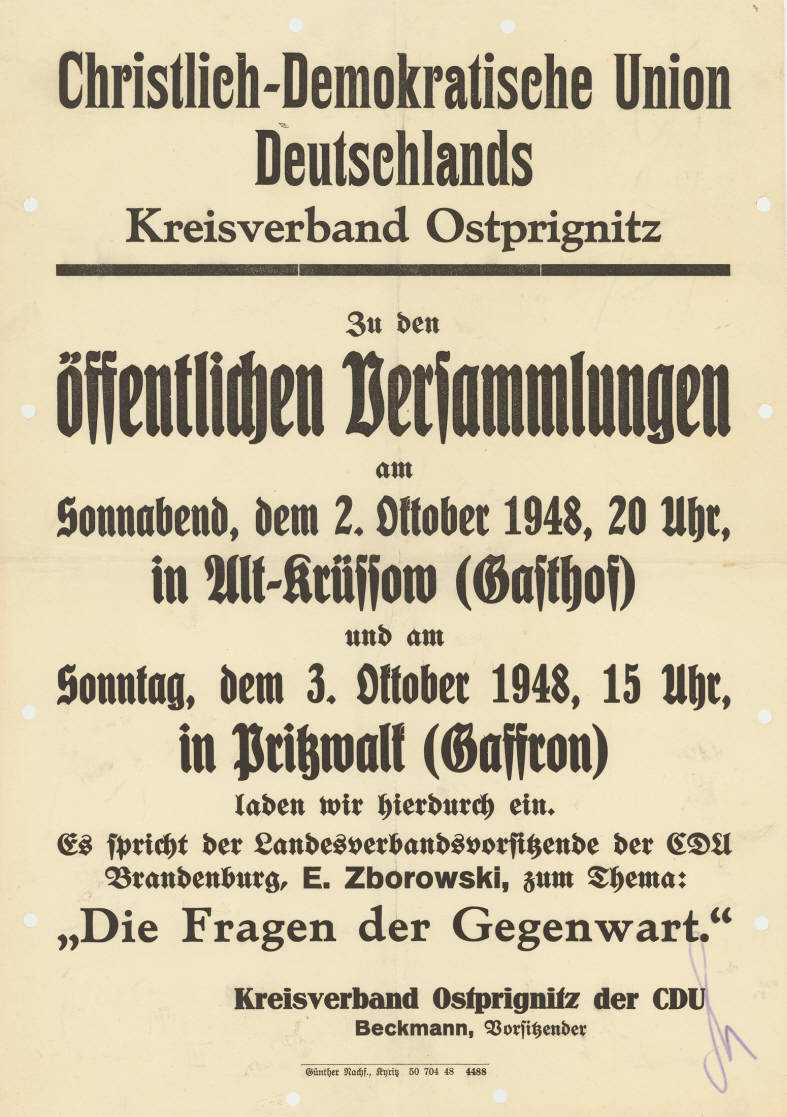

Ernst Zborowski (* 1907; † unbekannt) war nach dem Zweiten Weltkrieg Politiker der neugegründeten CDU in der Sowjetischen Besatzungszone, Abgeordneter im brandenburgischen Landtag und im ersten Deutschen Volksrat. Nach zunehmendem Druck der SED zur Gleichschaltung seiner Partei  flüchtete er in den Westen.

## Leben
Zborowski studierte Volkswirtschaft und schloss das Studium als Diplom-Volkswirt ab. Nach dem Zweiten Weltkrieg gehörte er zu den Gründern der CDU in Brandenburg. Er war von Oktober 1946 bis Mai 1948 Landesgeschäftsführer der CDU Brandenburg. Nach dem Unfalltod (die genauen Umstände blieben ungeklärt) von Wilhelm Wolf wurde er dessen Nachfolger als Landesvorsitzender der CDU Brandenburg. Peter Bloch, dem Wunschkandidaten der Partei, für den Landesvorsitz, wurde von der Sowjetischen Militäradministration in Deutschland (SMAD) untersagt, als Landesvorsitzender zu kandidieren. Obwohl er das Amt dem SMAD verdankte, zeigte er Mut und kritisierte in der Folge die fehlende demokratische Gesinnung und totalitären Methoden der SED, forderte eine enge Zusammenarbeit von Ost- und West-CDU und bestätigte die Forderung der CDU nach freien Landtagswahlen 1949. Insbesondere seine Kritik an der Oder-Neiße-Grenze führte zu seiner Ablösung durch die SMAD.
Bei den brandenburgischen Landtagswahlen 1946 war er in den Landtag gewählt worden. Im Landtag hatte sich nach der Wahl eine Mehrheit von LDPD und CDU ergeben. Um dennoch die Umwandlung der ganzen SBZ in einen sozialistischen Staat durchzusetzen, kam es zu starkem Druck auf die Abgeordneten und massiven Manipulationen durch die SMAD. 1947 wurden von der SMAD 11, 1948 38 Anträge der demokratischen Fraktionen durch die SMAD untersagt. Dem Druck von SMAD und SED zur Zustimmung zum ersten Zwei-Jahres-Plan stellte sich Ernst Zborowski entschlossen entgegen. Am 8. September 1948 lehnte der Landtag einen Antrag der SED ab, den Zwei-Jahres-Plan zu billigen. SED und SMAD erhöhten daraufhin den Druck auf die Abgeordneten und zwangen Ernst Zborowski zur Flucht in den Westen. Die Gleichschaltung der CDU schritt fort. Die CDU stimmte am 7. Oktober im Landtag dem Plan zu und Karl Grobbel wurde am 1. November zu Zborowskis Nachfolger als Landesvorsitzender bestimmt.